# Залізничний квиток
Залізничний квиток  — проїзний документ, виданий залізничним оператором пасажиру, який дозволяє пред'явнику здійснювати подорож в мережі оператора або партнерській мережі.
Квитки можуть надати дозвіл подорожувати встановленим маршрутом у певний час (загальний для міжміських залізниць), встановленим маршрут у будь-який час (загальний для приміських залізниць), встановленим маршрутом багаторазово або довільним маршрутом у певний час.
В окремих країнах на залізничних лініях не працюють провідники. Замість цього пасажири повинні перевірити квитки на спеціальній штампувальній машині, перш ніж входити в поїзд. Система купонів, що підтверджені спеціальною машиною, існує на приміських залізницях, де для отримання відповідної вартості квитка використовуються комбінації купонів різних найменувань. Деякі проїзні квитки мають комбіновану дію, що дозволяє використовувати їх і для поїздок іншим видом транспорту.
Залізничний квиток можна придбати безпосередньо у касі залізничного оператора чи поїзді, через онлайн-сервіс як з видруковуванням паперового квитка, так і без видруковування. 

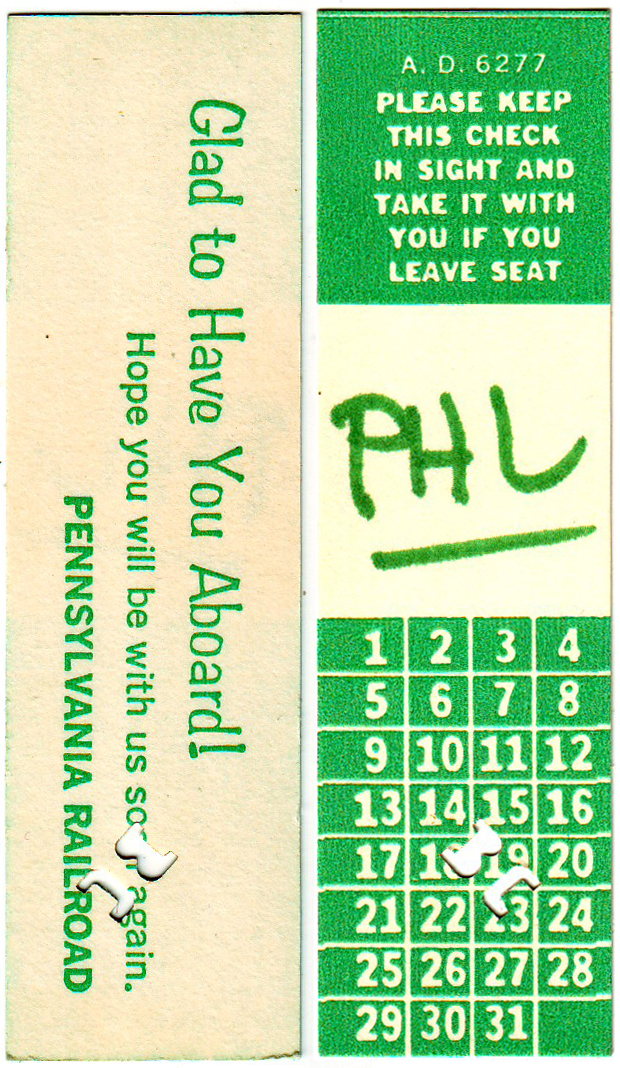
Сидячий залізничний квиток компанії «Pennsylvania Railroad»
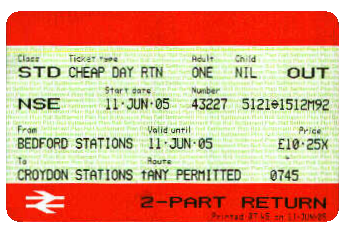
Багаторазовий квиток для проїзду залізницями Великої Британії
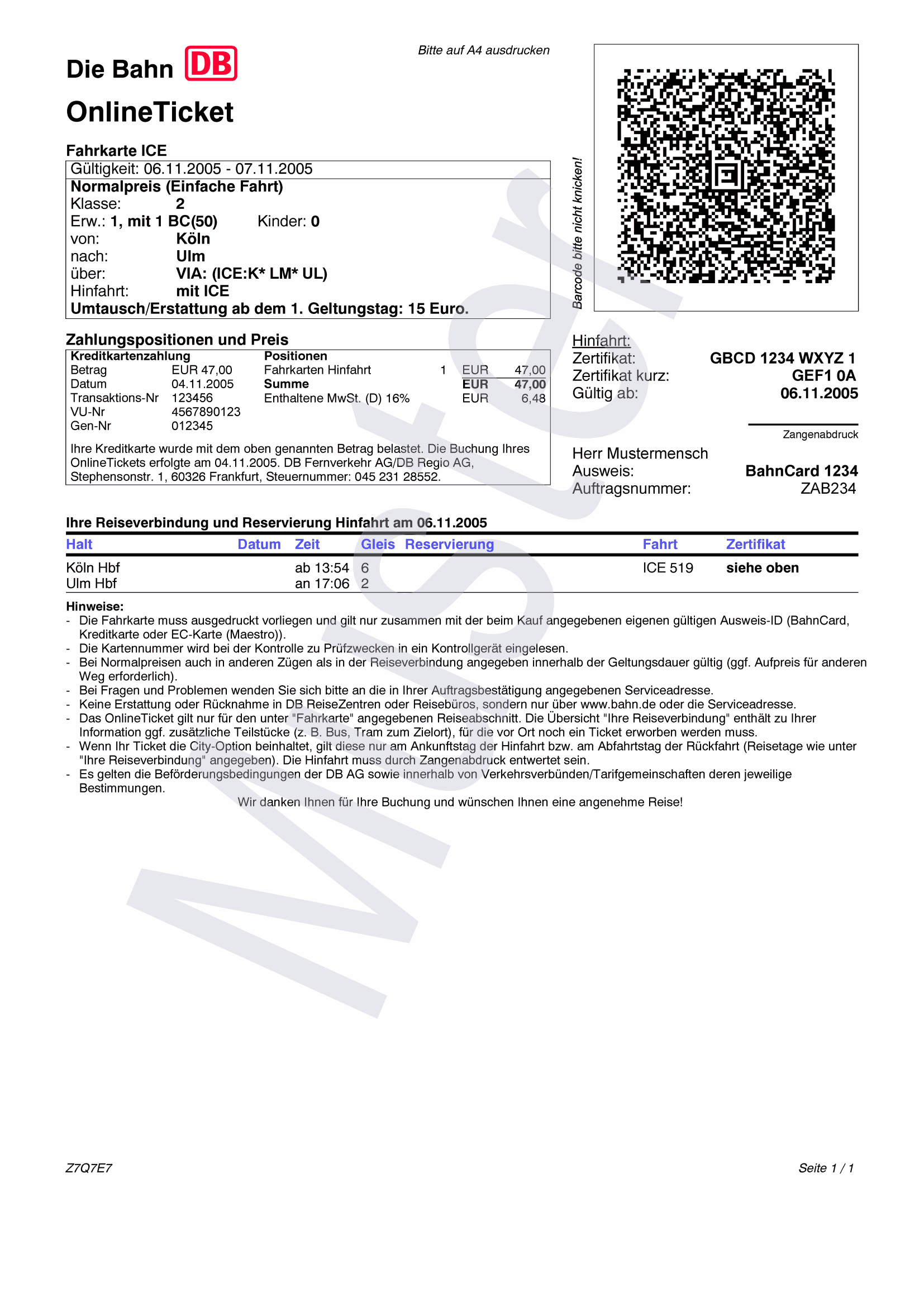
Квиток, придбаний онлайн, для проїзду в мережі «Deutsche Bahn»
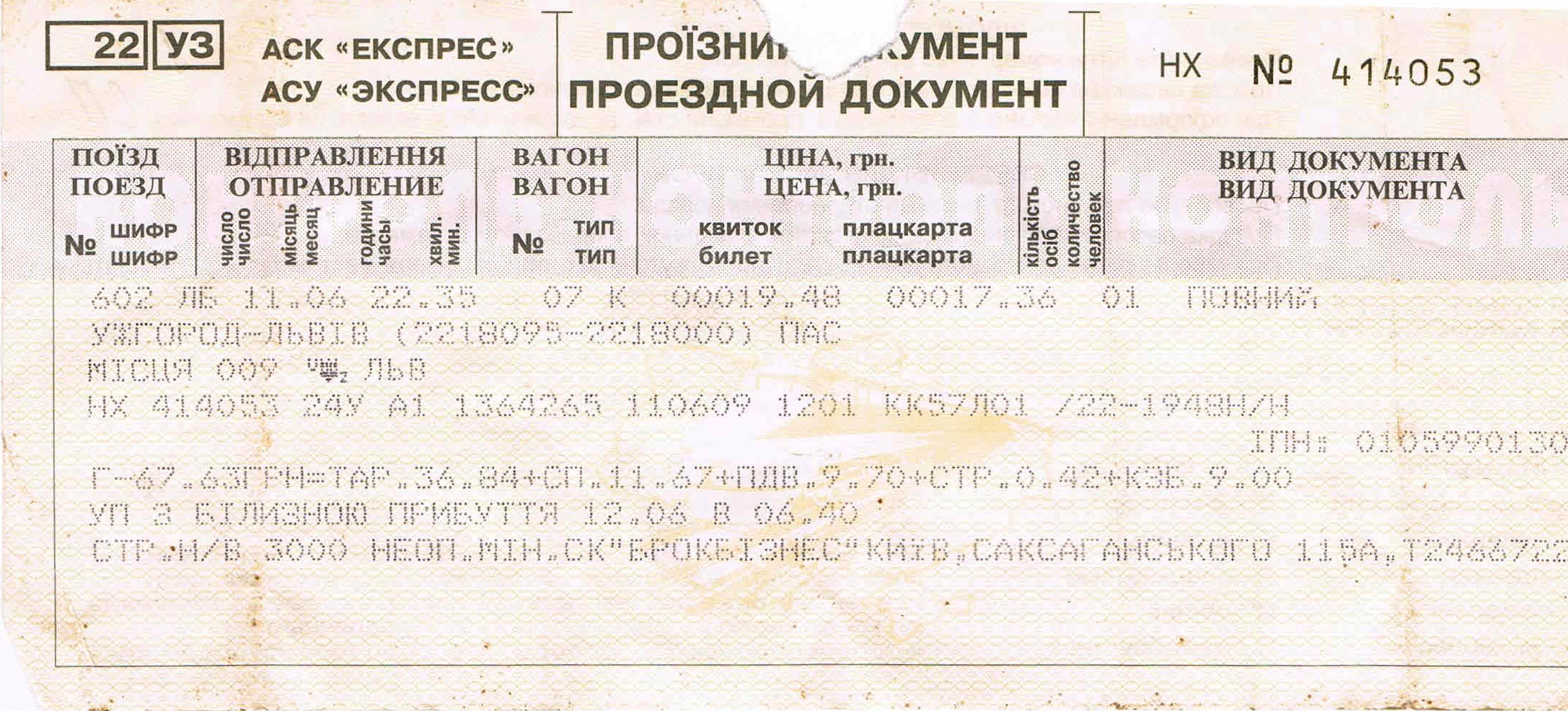
Квиток на спеціальному стандартному бланку для проїзду в купейному вагоні у мережі «Укрзалізниці»